# Cămărașu, Cluj
Cămărașu (în maghiară Pusztakamarás) este satul de reședință al comunei cu același nume din județul Cluj, Transilvania, România.

## Istoric
Prima mențiune documentară  a satului este din anul 1322, cu denumirea Kamarás. În 1325 este amintit în forma villa Kamarás, iar în 1421 ca Pusztakamarás. În anul 1334 exista o biserică parohială, preotul său fiind menționat în registrul dijmelor papale. Populația catolică medievală a devenit reformată în timpul Reformei, împreună cu biserica.
Pe Harta Iosefină a Transilvaniei din 1769-1773 (Sectio 142), localitatea a apărut sub numele de „Puszta Kamarás”.
Biserica medievală a fost reconstruită în anul 1758, cu sprijinul familiei Kemény. Totodată, în secolul al XVIII-lea a fost construită în stil clasicist Conacul Kemény din sat. În timpul celui de-al Doilea Război Mondial, conacul a căzut pradă atacurilor vandalilor, timp în care biblioteca uriașă s-a distrus. Degradarea totală a castelului a avut loc după anii 1989.

## Personalități
S-au născut sau au trăit în localitate:
- baronul Zsigmond Kemény (1814–1875), scriitor, publicist, politician, considerat unul dintre maeștrii romanului istoric maghiar, este înmormântat în cimitirul familiei din Cămărașu
- András Sütő (1927–2006), scriitor, redactor, laureat al premiilor Herder și Kossuth

## Legături externe
- Materiale media legate de Cămărașu la Wikimedia Commons
- Cămărașu în baza de date Hungaricana

## Imagini

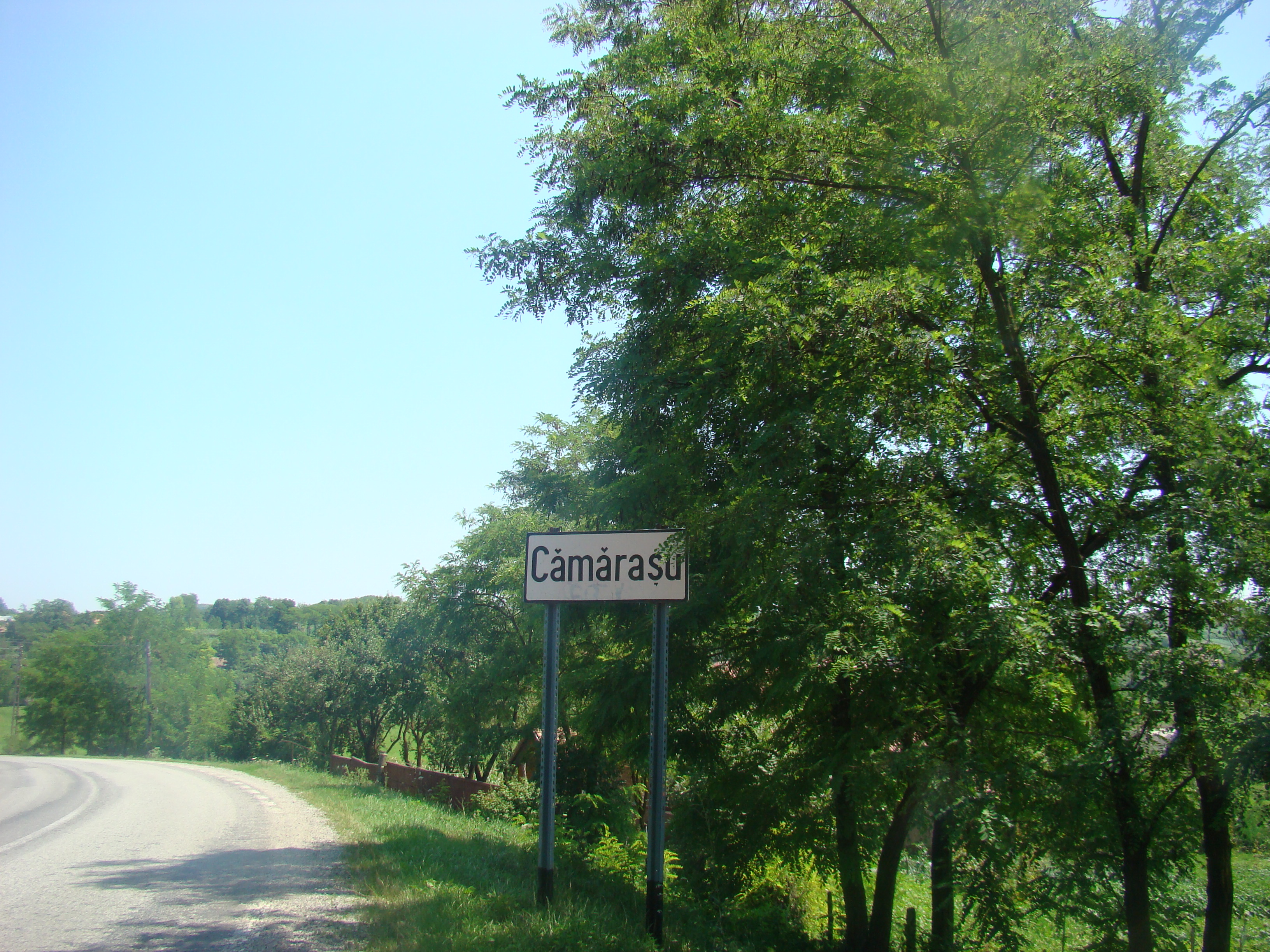
Intrarea în localitate
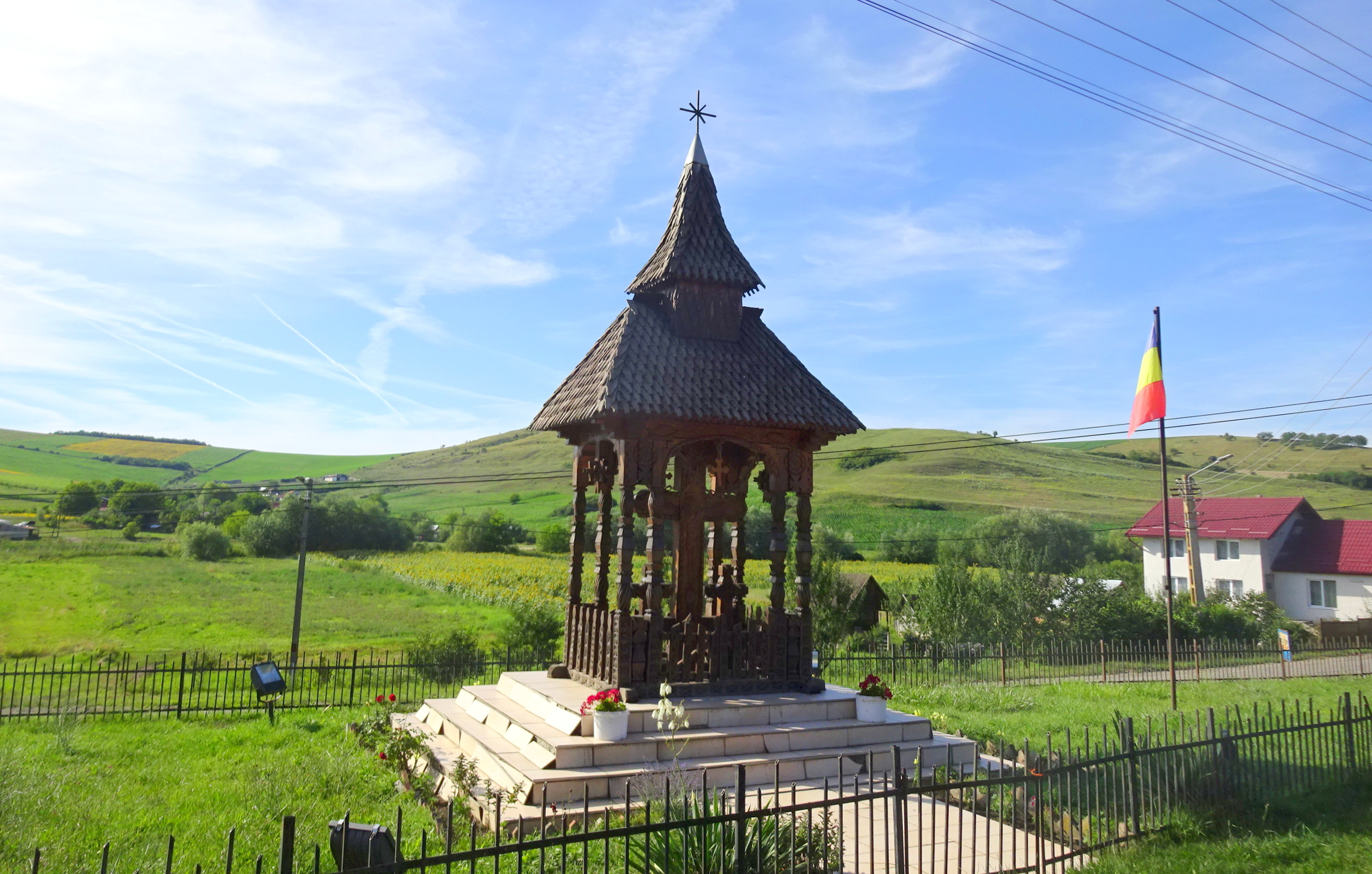
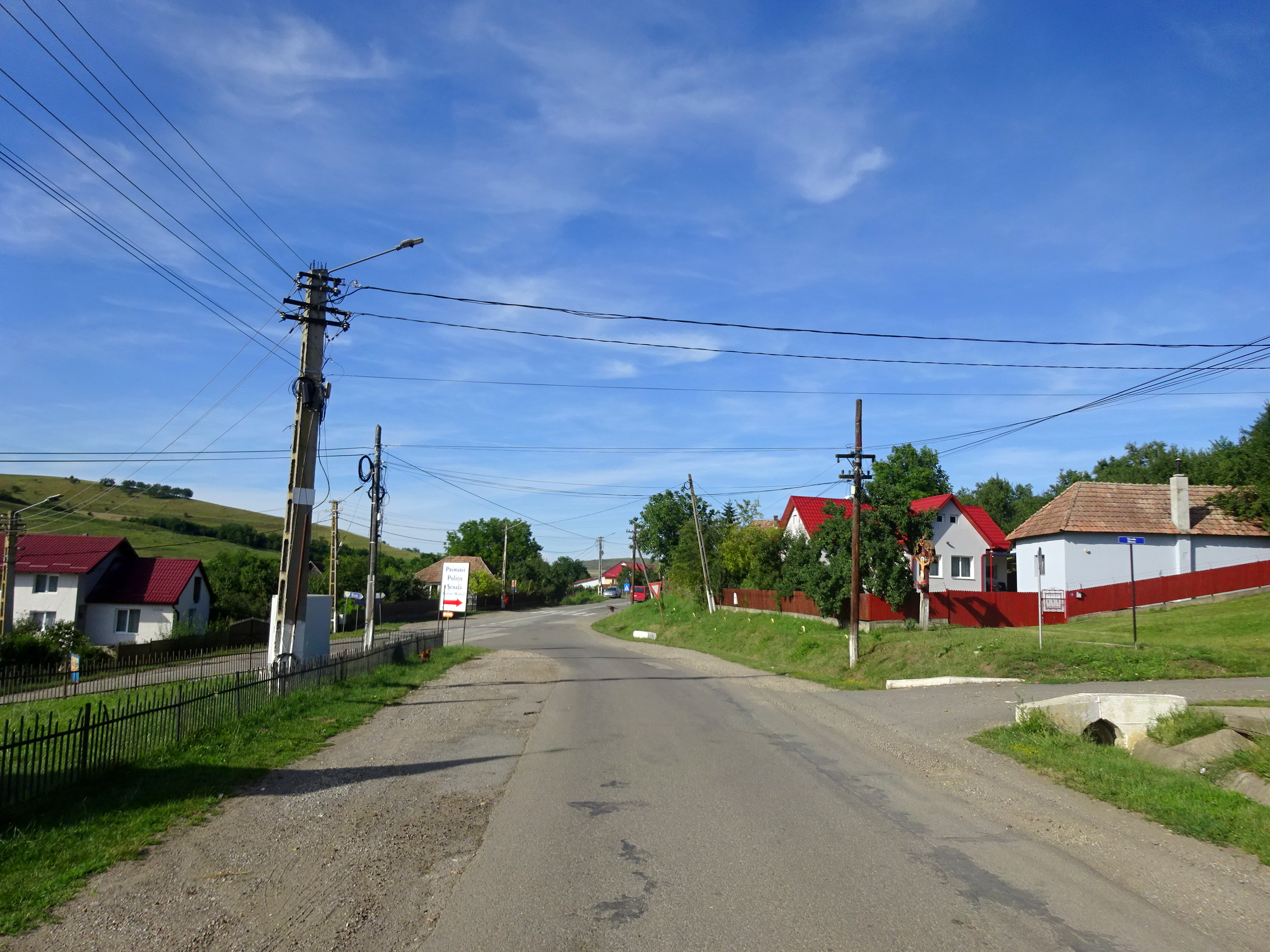
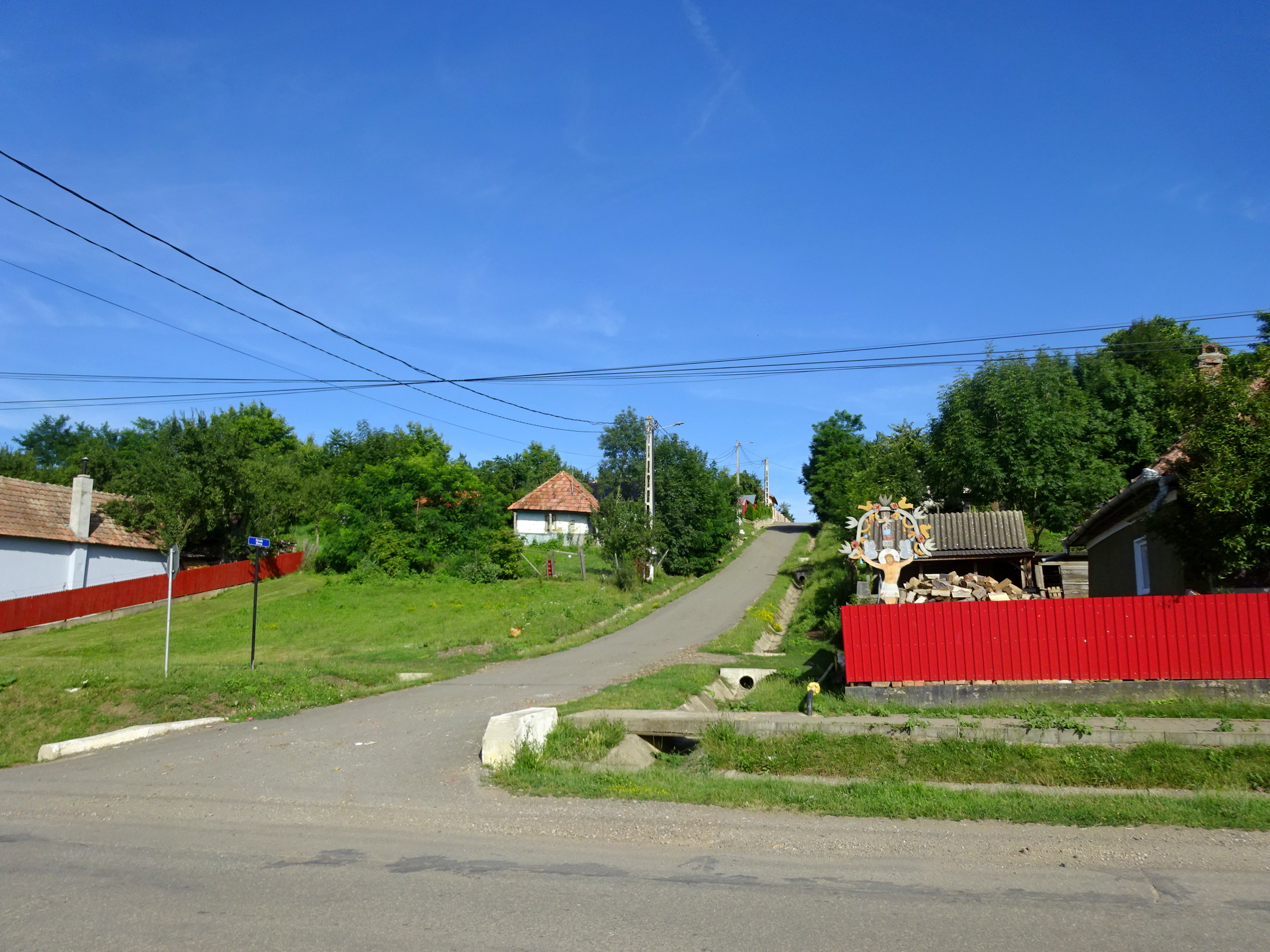
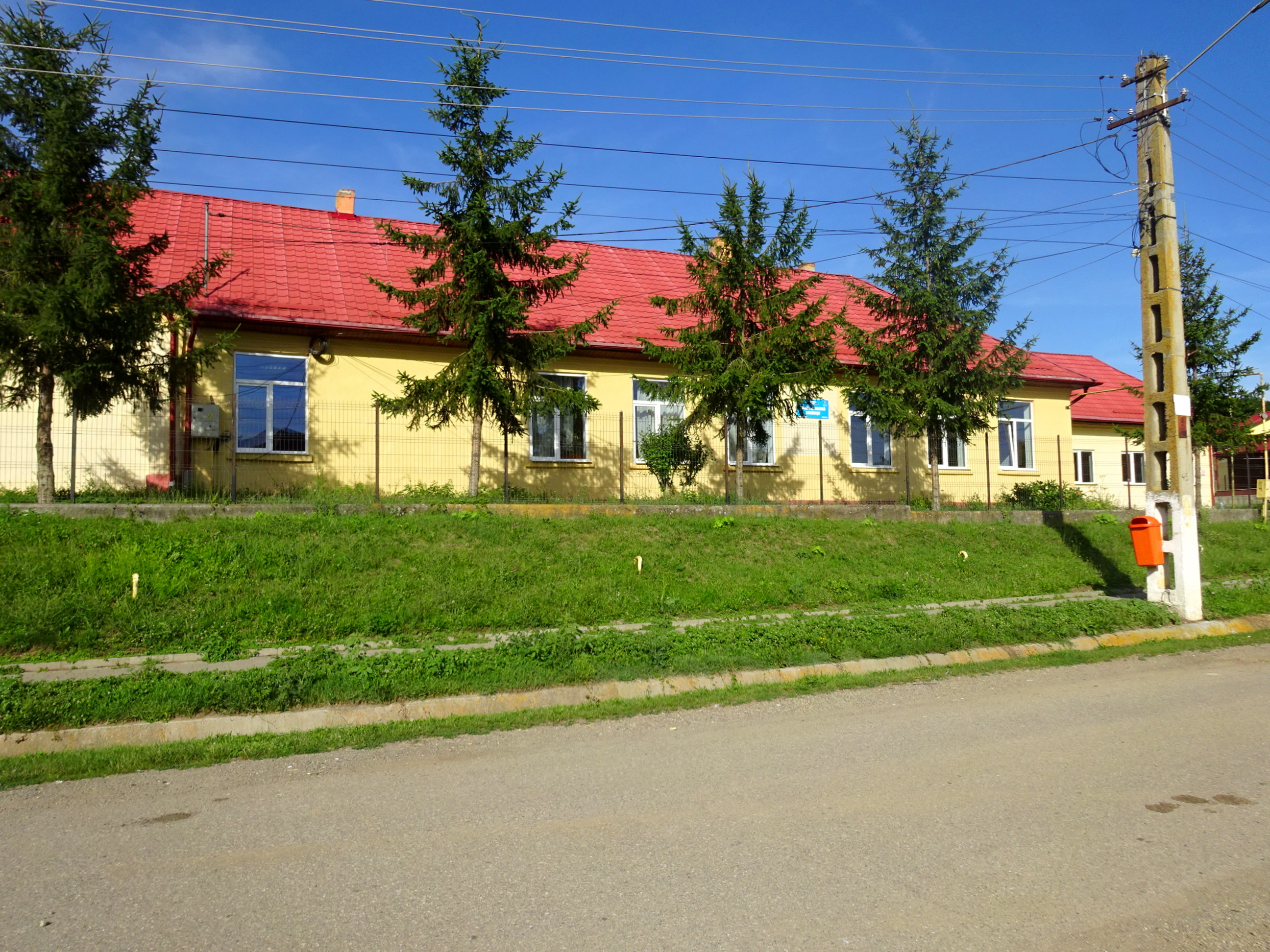
Școala
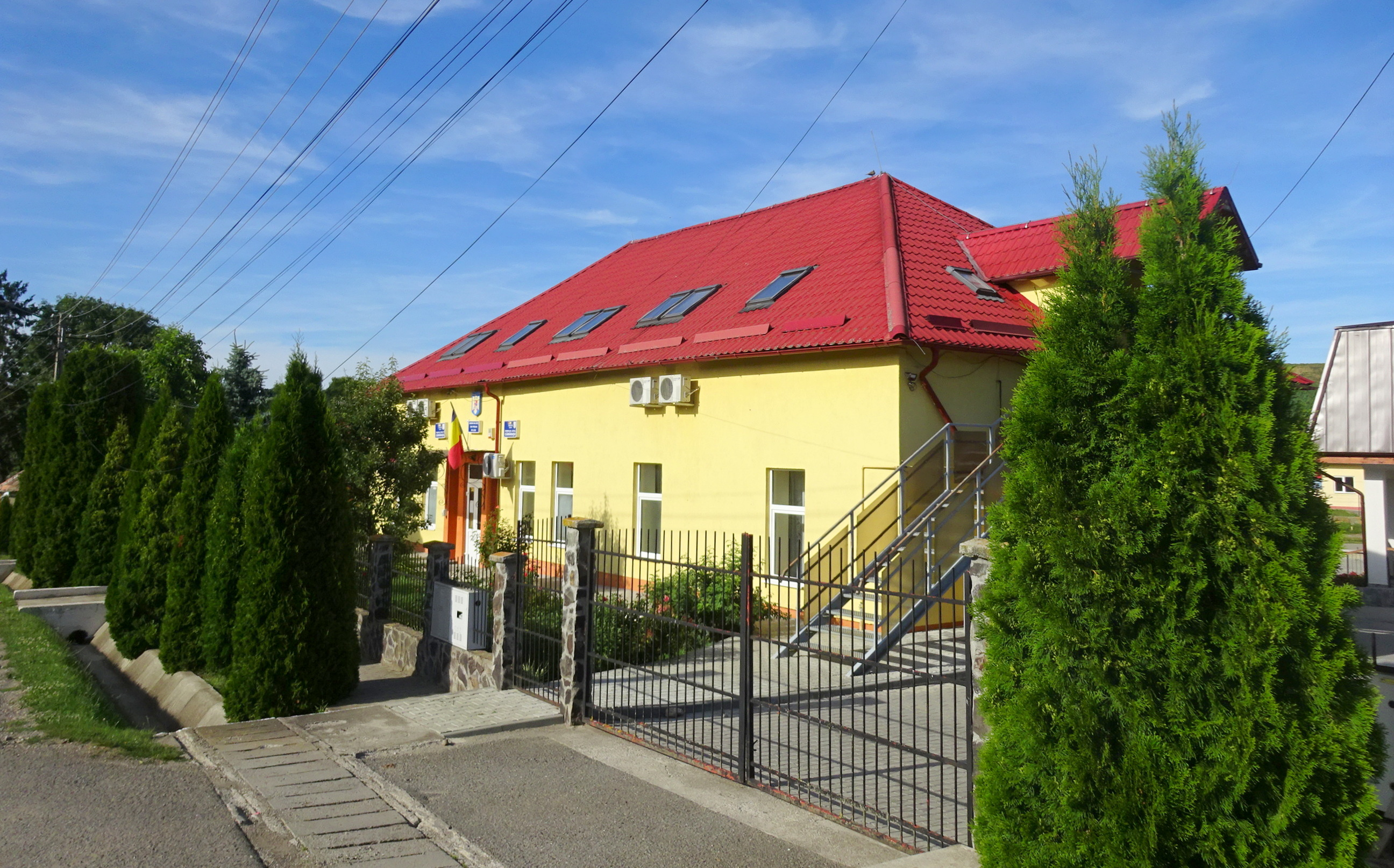
Primăria
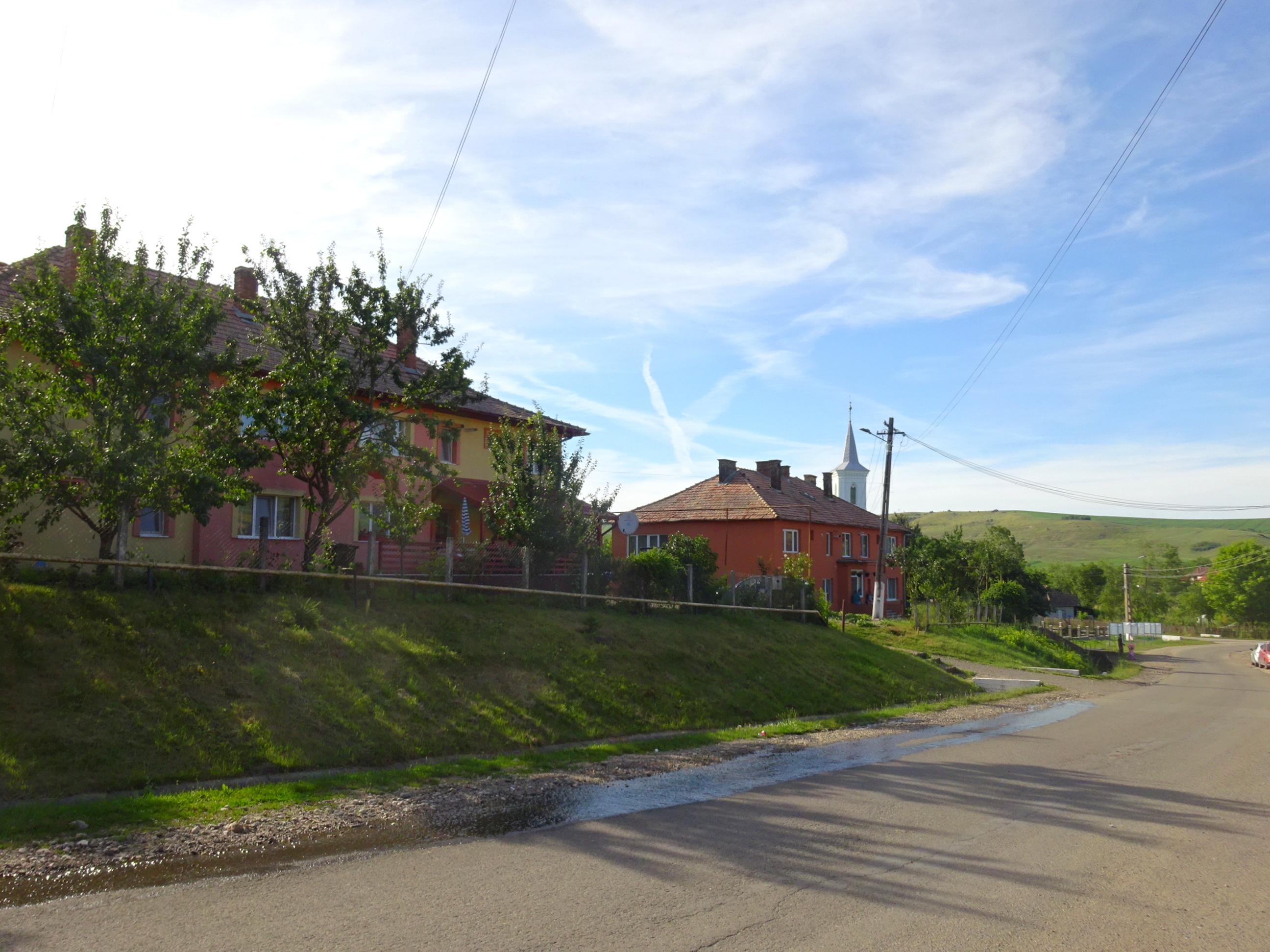
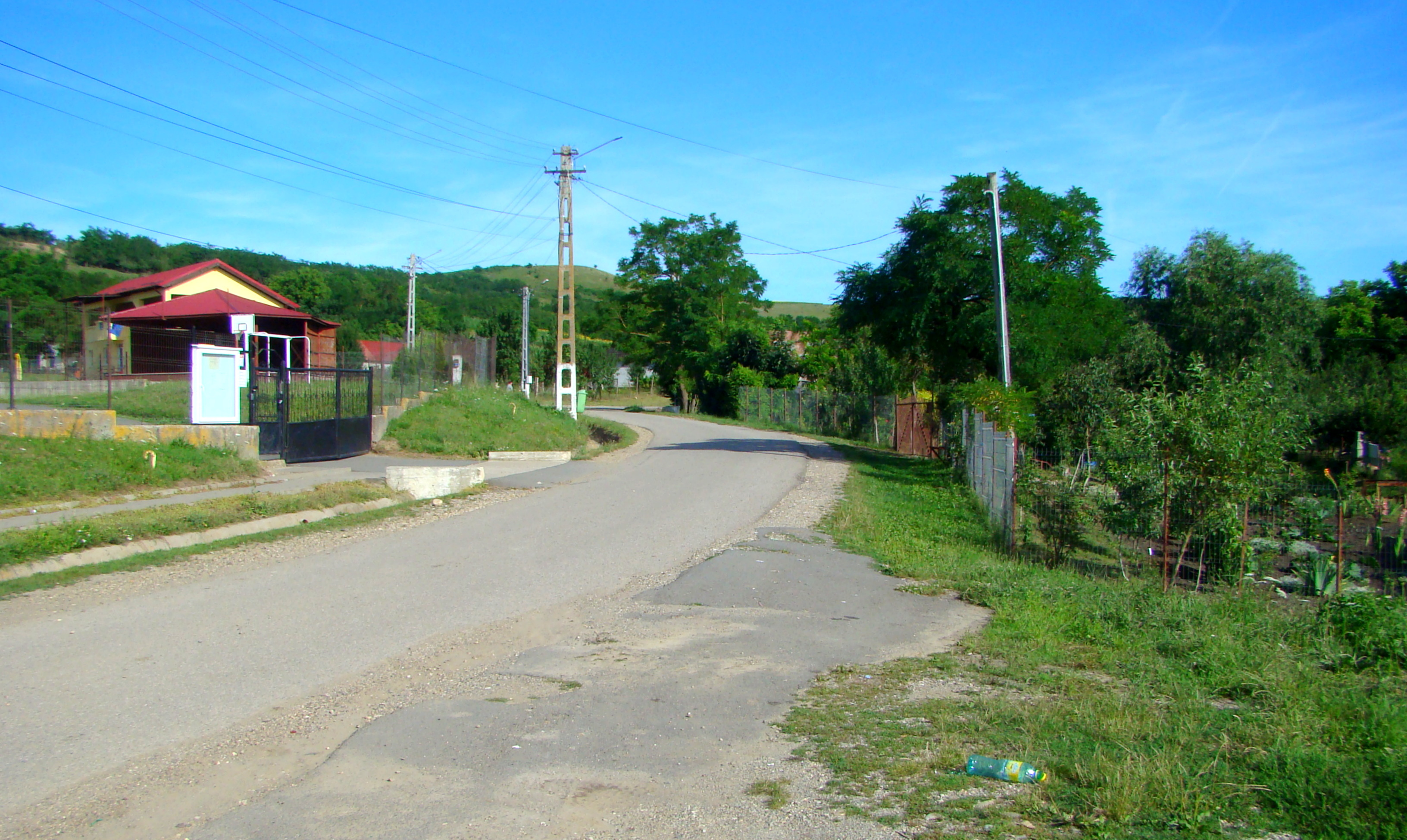
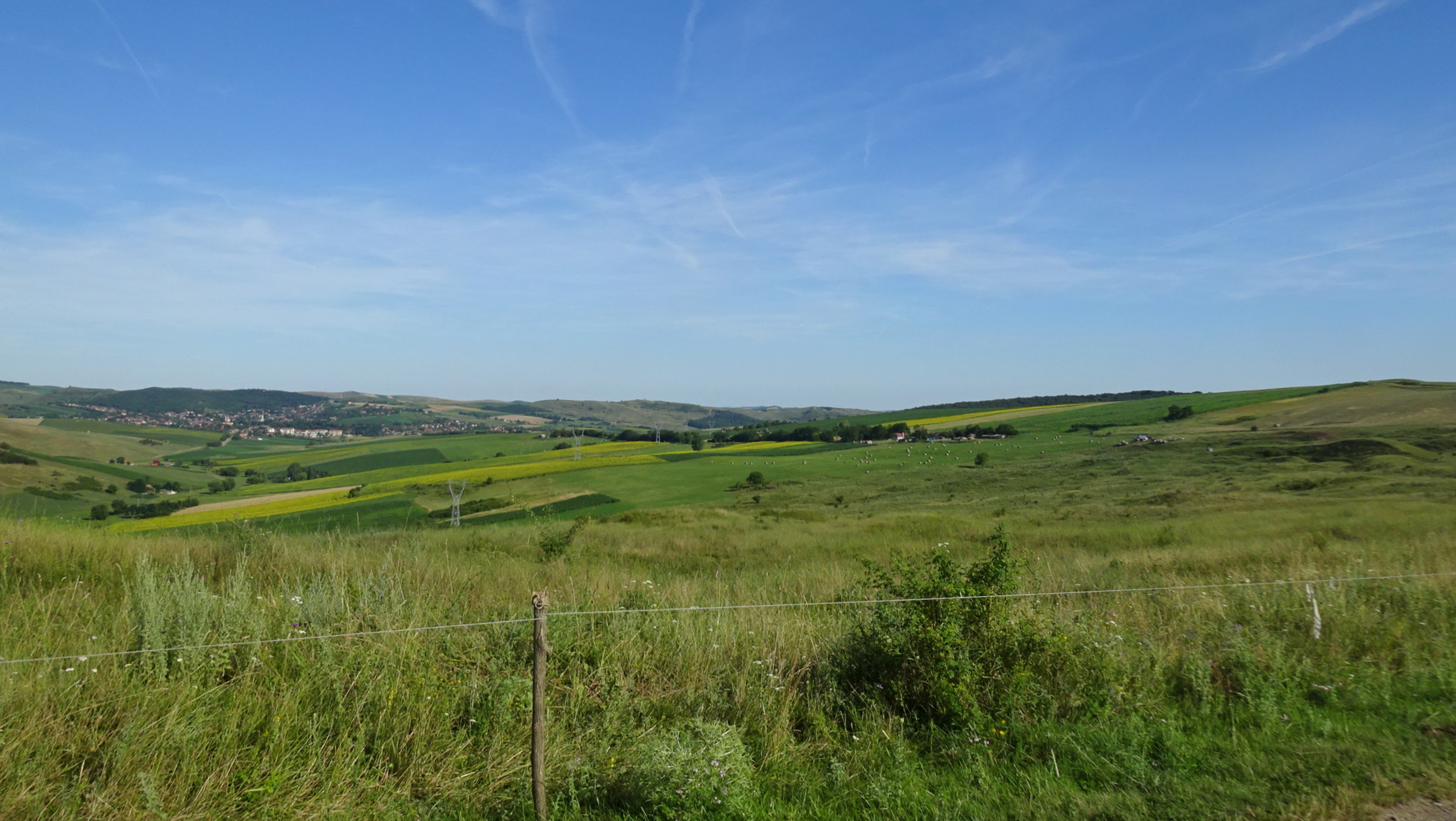
Împrejurimi